# Villa Pessina
La villa Pessina est une villa éclectique située dans la commune de Tremezzina en Lombardie.

## Histoire
La villa fut construite pendant les années 1920 à la demande de la famille Pessina. On ne possède pas des informations certaines à propos de l'identité de ses concepteurs ; cependant, la ressamblance stylistique à la plus celèbre villa La Gaeta, œuvre des frères Gino Coppedè et Adolfo Coppedè, a alimenté au cours du temps des critiques de plagiat, peut-être même abouties à des actions en justice. Par contre, c'est sûr que la villa fut réalisée par la même entreprise de construction qui construisit la villa La Gaeta.

## Description
Le bâtiment présente un style éclectique avec éléments néogothiques, médiévaux et de l'Art nouveau. Les façades sont réalisées en pierre claire, briques et bois. Une grande tour avec des bifores et qui culmine avec une loggia caractérise la façade orientée vers le lac,.

## Galerie d'images

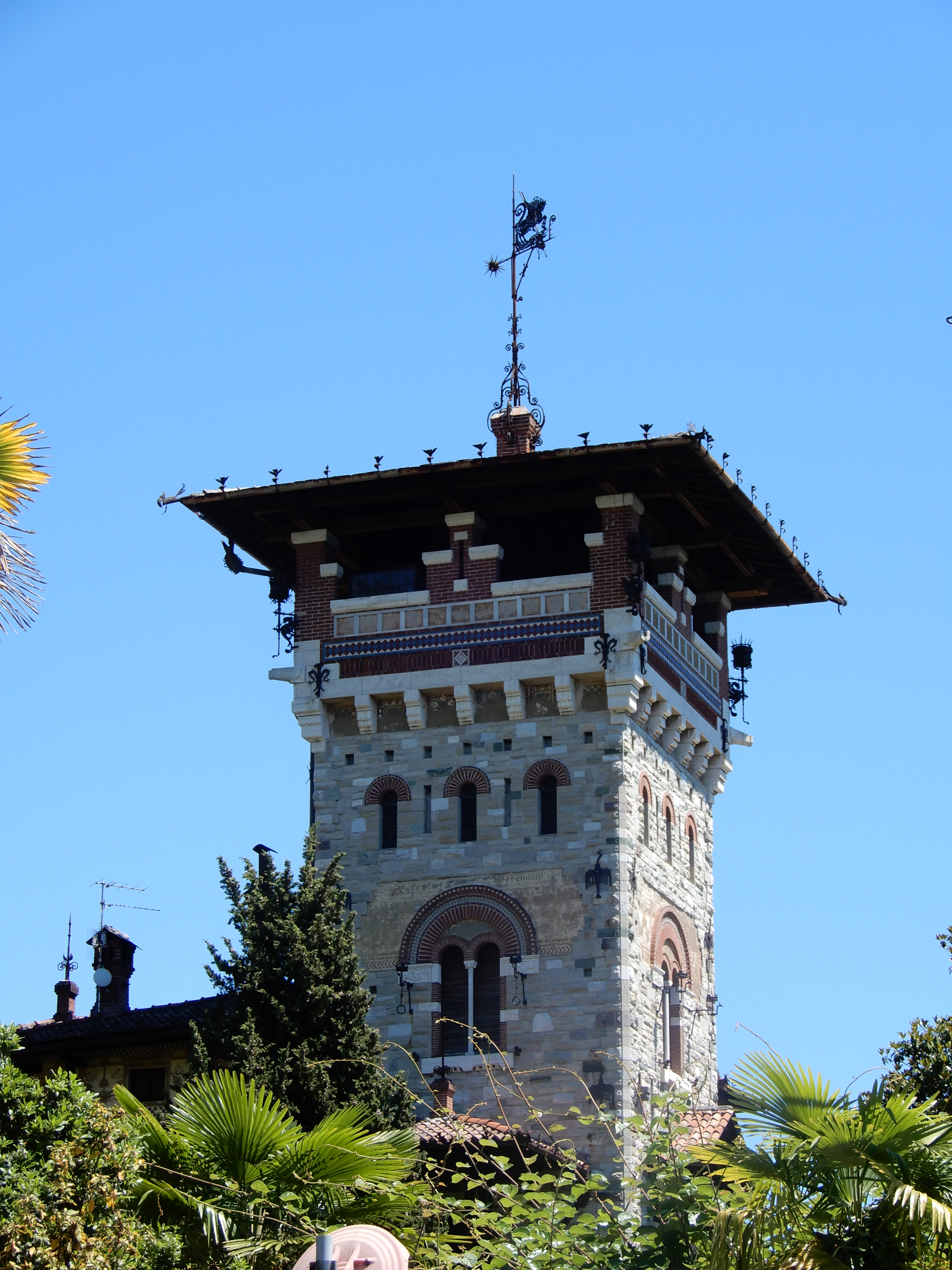
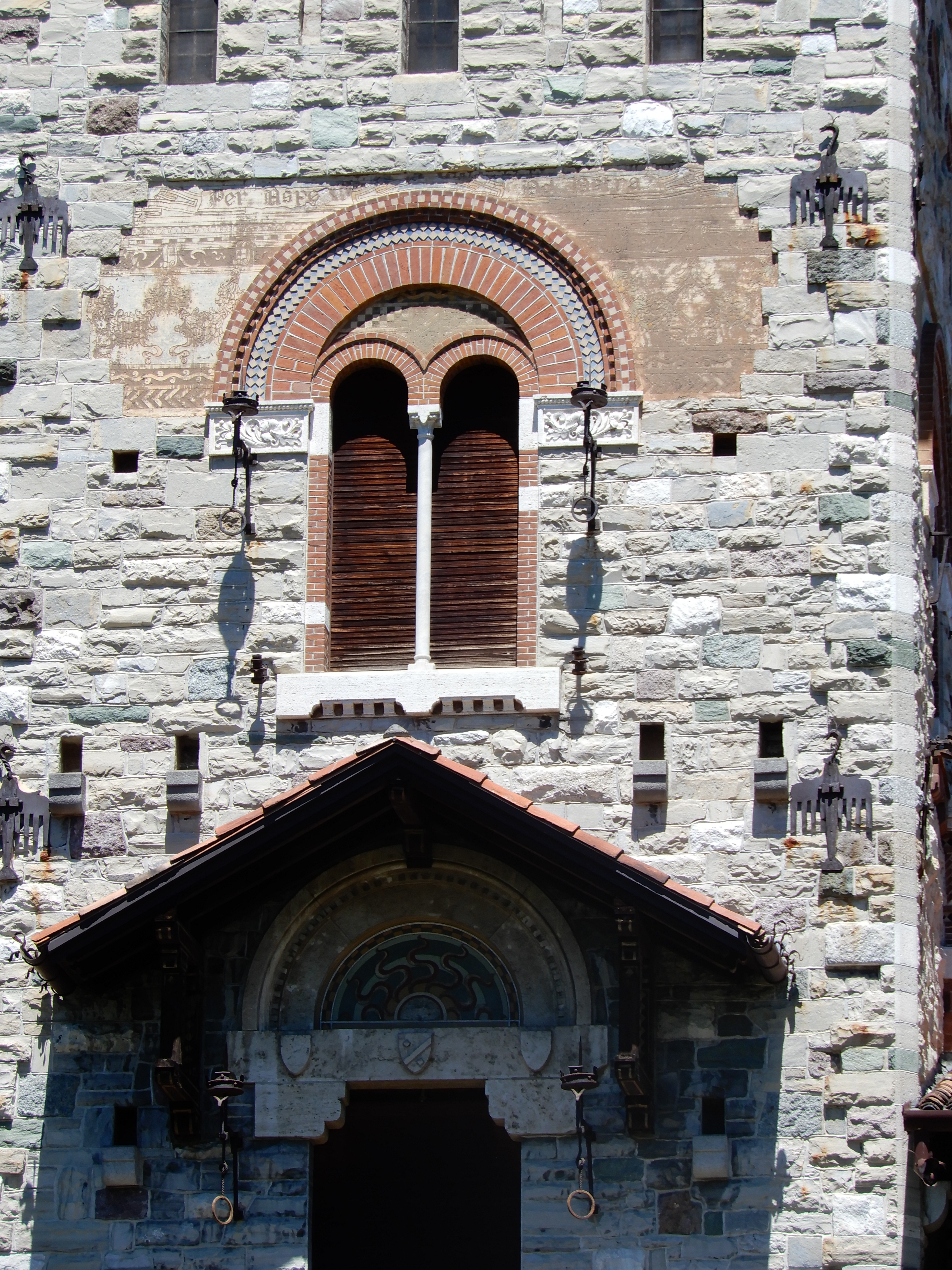
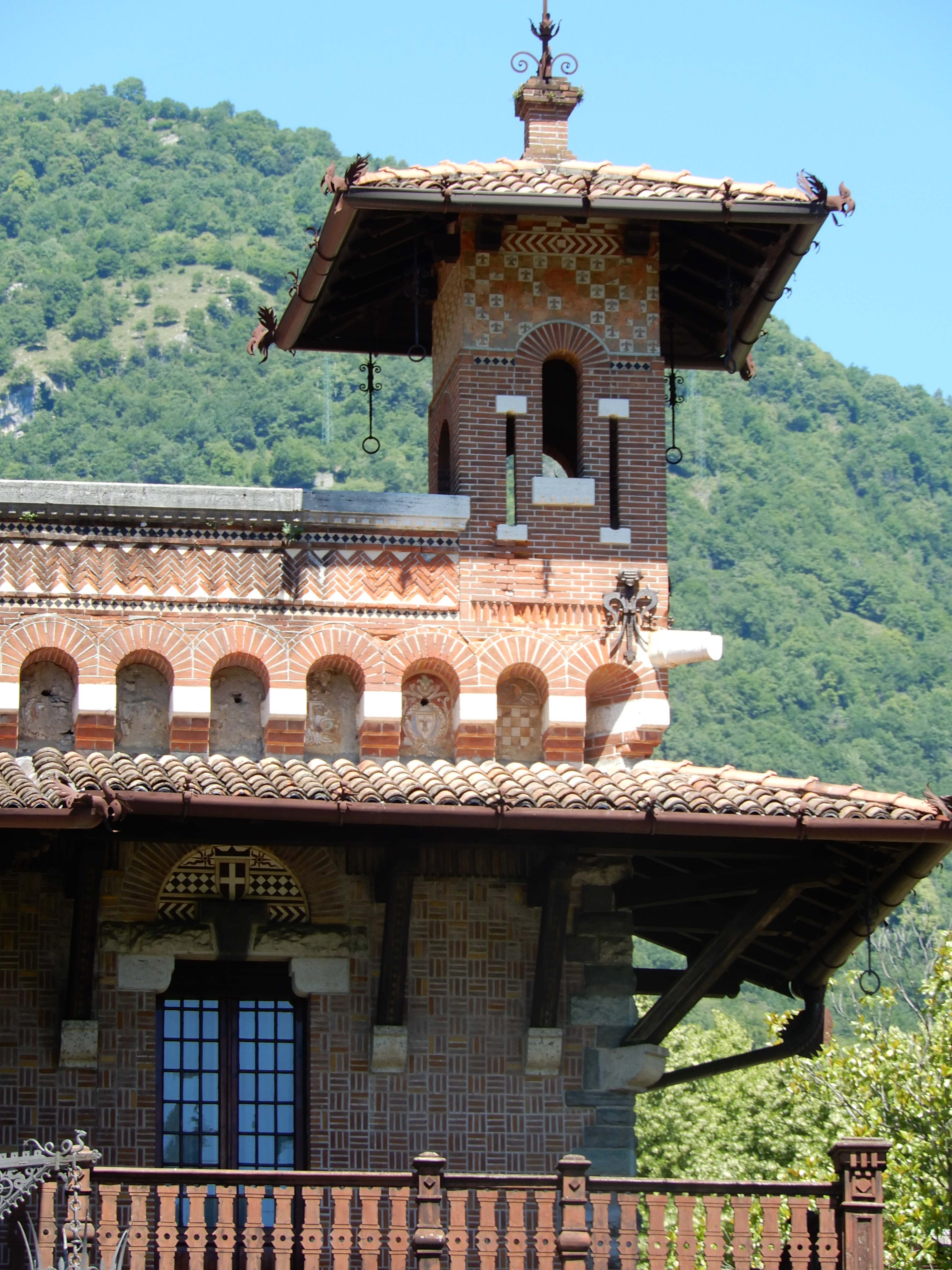